# Microdesmus bahianus
Microdesmus bahianus är en fiskart som beskrevs av Dawson, 1973. Microdesmus bahianus ingår i släktet Microdesmus och familjen Microdesmidae. Inga underarter finns listade i Catalogue of Life.